# Înconjurul lumii în 80 de zile cu Willy Fog
Înconjurul lumii în 80 de zile cu Willy Fog (spaniolă La Vuelta al mundo de Willy Fog) este un desen animat creat după cartea Ocolul Pământului în 80 de zile de Jules Verne. Desenul animat a fost produs de studioul spaniol BRB Internacional în parteneriat cu  studioul japonez Nippon Animation. Personajele sunt întruchipate de diverse animale, personajele principale fiind trei felinele urmărite de trei dușmani canini. Willy Fog (Phileas Fogg în cartea originală) este descris ca un leu, în timp ce Rigodon (Passepartout) este un lynx și Romy (Auda) este o panteră. 
Versiunea în limba engleză a fost difuzată pe canalul BBC pentru copii în Regatul Unit. Serialul a fost proiectat inițial în 1984 în Marea Britanie și apoi pe RTE din Republica Irlanda. Serialul a fost, de asemenea, dublat în limba japoneză și difuzat în Japonia de TV Asahi în 1987. În România a fost difuzat pe canalul Minimax.
Din toate versiunile internaționale, cea mai populară a fost cea din Spania, unde în anul 2008, seria a dat naștere unuei reprezentații teatrale muzicale „live-action” pentru a celebra a 25-a aniversare. Popularitatea serii a convins producătorii să mai facă două serii bazate pe cărțile Călătorie spre centrul Pământului și Douăzeci de mii de leghe sub mări scrise de Jules Verne.

## Sinopsis
Ca în fiecare dimineață, Willy Fog se trezește la ora opt și își amintește că l-a concediat pe majordomul său în ziua precedentă. El a aranjat un interviu pentru un înlocuitor - fostul circar Rigodon, la ora unsprezece dimineața. Rigodon este însoțit de vechiul său coleg Tico, care l-a cunoscut la circ și care se ascunde în valiza lui de călătorie. Rigodon este angajat de Fog ca valetul lui și, în curând pleacă spre Reform Club (Clubul Reformei).
La club, principalul subiect de conversație este furtul recent de £ 55,000 de la Banca Angliei, care a fost discutat de Farrel, Johnson, Wesson, domnul Guinness, Sullivan și Willy Fog . Sullivan remarcă faptul că hoțul este încă în Londra, dar Domnul Guinness îi spune că hoțul a avut suficient timp să fugă și că nu mai poate fi în Londra. El le spune celor aflați acolo că mijloacele de transport au evoluat foarte mult și că în acele zile se putea face ocolul lumii într-un timp destul de scurt. Willy Fog le spune celor aflați acolo că se poate face ocolul lumii în 80 de zile. El le arată un articol din Morning Chronicle, care detaliază modul în care era posibilă călătoria. Articolul precizează că punctul de plecare este Londra, se merge cu trenul spre Dover, se traversează Canalul Mânecii spre Calais, și drumul continuă spre Paris. De acolo, călătoria continuă cu trenul la Brindisi, și Canalul Suez, toate în termen de o săptămână. După aceea se ajunge la Bombay în ziua 20 și după trei zile de călătorie cu trenul prin India la Calcuta. La Hong Kong se ajunge în ziua 33, la Yokohama în ziua 39, și apoi la San Francisco în ziua 61 cu vaporul, cu trenul se traversează America într-o săptâmână și se ajunge la New York. Ultima etapă este traversarea Atlanticului spre Liverpool și apoi în cele din urmă sosirea la Londra, făcând posibilă ocolul globului în optzeci de zile. Ceilalți membri ai clubului au râs de faptul că Lord Guinness era prea bătrân pentru o astfel de călătorie, dar Fog le-a spus că va merge în călătorie, demonstrând că se poate. Sullivan pune pariu cu Fog pe 5.000 de lire că este imposibil, și pariurile suplimentare de către alți trei membri ai clubului măresc acest cuantum la £ 20,000. El șochează apoi pe cei din club anunțând că va pleca în acea seară și promite să se întoarcă la club la 20:45 pe data de 21 decembrie 1871. 
Rigodon este foarte trist să audă că vor călători în jurul lumii. Cu toate acestea, el este însoțit de loialul său prieten, Tico, ascuns în valiza cu care au plecat la drum. Ei nu știu că sunt urmăriți de trei indivizi determinați să oprească călătoria lor. Inspectorul Dix și sergentul Bully de la Scotland Yard sunt convinși că Fog este hoțul care a jefuit Banca Angliei, și Transfer a fost angajat de către domnul Sullivan pentru a împiedica călătoria lui Fog în jurul lumii.
Cu toate acestea, ambițiosul Fog nu renunță și împreună cu prietenii săi fac față multor situații dificile. Pe undeva într-o junglă indiană, Fog și prietenii lui o salvează pe prințesa Romy, care îi va însoți mai departe.

## Diferențe față de roman
În ciuda a trei personaje proeminente noi în poveste (Tico, Bully și Transfer) și schimbarea numelor personajelor stabilite, în jurul lumii cu Willy Fog rămâne una dintre cele mai precise adaptări a romanului făcut pentru film sau televiziune. Desenul animat acoperă în esență, toate punctele de complot majore și minore ale romanului într-o măsură în care nu s-au realizat alte adaptări. Părți ale romanului au fost ușor modificate, pentru includerea planurilor maleficului Transfer. În afară de acestea, modificările cele mai importante din carte se numără: 
- În primul rând, discuția care solicită pariul începe peste un joc de biliard, nu whist. De asemenea, patru, în loc de cinci, membri ai Clubului Reformei pun pariu împotriva lui Fog.

- În serie, Dix și Bully îl urmăresc pe Fog de la Londra , după ce Dix vede o fotografie din ziar a lui Fog care se potrivea cu o descriere realizată de un angajat al băncii. În roman, aceste suspiciuni nu apar până ce călătorii trec prin Suez.
- Însoțit de un personaj suplimentar, colonelul Corn al Armatei Britanice, Fog și prietenii săi nu cumpără un elefant cu care să călătorească prin junglă, ci mai degrabă, Transfer îi fură proprietarului elefantul (care, în serie, cu părere de rău refuză să îi ducă pe Fog și prietenii lui, spunând că elefantul lui are nevoie de o odihnă) și intenționează să se dea drept ghid și să-i abandoneze în junglă. Acest lucru conduce la o deviere a acțiunii romanului, în care proprietarul de drept îi urmărește prin junglă împreună cu Dix și Bully, care cred că Fog a furat elefantul.
- Ca și în roman, este planificat inițial că Romy va călători cu Fog și prietenii săi numai până când ea își va găsi familia. Cu toate acestea, ea se afla în Hong Kong pentru că membrii familiei ei au decedat în inundațiile din anii trecuți, în care au mai murit sute de persoane. Ea vizitează mormintele lor cu Fog, care, ca și în roman, o invită mai târziu să vină în Anglia cu el.
- Drumul spre San Francisco are două dintre cele mai mari schimbări din roman, cu două aventuri complet noi adăugate la poveste, în contrast cu expansiunea simplă și modificarea evenimentelor stabilite de poveste. Ambele sunt făcute pentru includerea lui Transfer - în primul rând, el sparge butoaiele cu apă potabilă de la bordul navei, conducând într-un episod-excursie în Hawaii, apoi el incendiază catargele vasului, care fără combustibil și fără pânze plutește în derivă până în Mexic. Această situație îl pune pe Fog într-o mare încurcătură, deoarece reparațiile ar dura cel puțin o săptămână. El reușește să găsească un balon cu aer cald cu care călătorea Manolo Perez, o persoană care se îndrepta spre San Francisco. Fog îl convinge să îi vândă balonul și astfel reușește să ajungă la San Francisco fără mari întârzieri.
- După ce Rigodon și Tico sunt capturați de indieni, cei doi devin prieteni cu șeful de trib, ceea ce nu se întâmplă în roman. De asemenea, mai degrabă decât un grup de treizeci de soldați pentru a căuta tovarășii lui lipsă, Fog merge să îi salveze ajutat doar de Dix, în timp ce Bully și Romy stau în stația Kearney.
- La sosirea în Chicago, eroii noștri sunt încetiniți de un viscol care oprește toate trenurile, împiedicându-i să ajungă la New York. În schimb, ei cumpără o barcă care poate merge pe zăpadă și traversează zona Marilor Lacuri și Cascadei Niagara, dar atunci când vremea geroasă îi pune probleme lui Tico ei se opresc la o casă pentru a-l încălzi. Deși personajele din roman utilizează un mod similar de transport pentru a călători de la Fort Kearney la Omaha nici unul dintre ei nu are probleme cu sănătatea.
- Pe vasul Henrietta, Fog nu plătește echipajul, astfel încât acesta să poată călători în Liverpool, în schimb, Rigodon, temându-se că stăpânul lui va pierde pariul și că dacă Fog ar fi preluat conducerea reputația lui era în pericol, așa că a fost de acord cu planul lui Dix ca el și inspectorul să preia comanda vasului. Dar, înainte de a putea efectua planul lor, Transfer, care se prezintă ca bucătar al navei, încearcă să îl otrăvească pe Fog cu mâncare pregătită de el, dar căpitanul navei, Andrw Speedy, mănâncă ceea ce a pregătit Transfer fără să știe că e otrăvit. Astfel, comandantul navei devine Fog, redirecționând vasul la un port pentru a găsi cât mai repede posibil un medic, port care nu era altul decât Liverpool.
- Ca și în roman, nava în care călătorii navighează către Anglia rămâne fără cărbune în marea liberă, determinându-l pe Fog să cumpere nava, în scopul de a arde tot ce e din lemn. Cu toate acestea, în timp ce personajele din roman sunt în cele din urmă forțațe să ancoreze în Queenstown și să călătorească în Irlanda, omologii lor din seria de succes merg direct la Liverpool.
- Deși Dix și Bully îl arestează pe Fog și contribuie la pierderea trenului spre Londra, Transfer, care se prezintă ca un șofer, îi duce în pe Fog și prietenii lui prea departe de gară, iar când Rigodon își dă seama de acest lucru chiar dacă îl aruncă în mașină când era prea târziu. Dix nu este, de asemenea, lovit de Fog în această versiune, spunând că a „pierdut timp suficient” și cere poliției să-l ajute să ajungă la stația de tren la timp - dar Dix îi solicită lui Bully să îl lovească cu pumnul pe domnul Fog pentru a-și pierde cunoștința.
- În urma aparentei înfrângeri a lui Fog, Rigodon și Tico decid fără tragere de inimă să-și părăsească slujba din cauza sentimentului că vor fi o povară pentru el, dacă stau. Acest lucru nu se întâmplă în roman. Cu toate acestea, există un scurt moment în care Fog dispare, provocând îngrijorare din partea lui Rigodon și Tico. Rezoluția este aceeași ca în roman, când Fog și ceilalți, după ce au aflat de greșeala lor, uitând de fusul orar și realizând că mai au timp să termine călătoria, pleacă imediat spre Clubul Reformei și ajung cu câteva secunde înainte de ora stabilită.

## Personajele

### Personaje principale
| Willy Fog |
| William Fog sau Willy Fog (Phileas Fogg în romanul original) este un gentleman, loial prietenilor săi și își ține promisiunile întotdeauna. El are o viață cu multe reguli stricte. Locuiește în Londra și, deși este bine-cunoscut pentru averea lui, averea exactă (banio) nu este cunoscută. El evită violența de orice formă ori de câte ori este posibil, dar nu este niciodată fără baston, cu care se apără pe el și pe alții. Willy Fog este un membru al Clubului Reformei din Londra și este provocat să încerce Ocolul lumii în 80 zile; înainte de aceasta, el nu a călătorit de mai mulți ani. |
| Rigodon |
| Înainte de a lucra pentru Willy Fog, multi-talentatul francez Rigodon (Passepartout în roman) a fost un circar, dar a vrut să scăpe de viața de circ, așa că a vrut să devină majordom. Prima încercare a fost un eșec, lucrând pentru un domn care călătorea în mod constant, și așa el a devenit majordomul lui Willy Fog, știind că rutina sa este strictă și că nu călătorește mult. Speranțele lui Rigodon la un stil de viață liniștit s-au spulberat repede atunci când Fog a acceptat pariul pentru a călători în jurul lumii în optzeci de zile. Cu toate acestea, loialul Rigodon îl însoțește pe stăpânul său în timpul călătoriei sale, agilitatea și abilitățile înnăscute de circar ajutându-l de mai multe ori.                                     |
| Tico |
| Auto-proclamat „mascota” serialului, Tico este cel mai bun prieten al lui Rigodon și fostul partener de la circ. Ei sunt inseparabili, dar Rigodon a fost nevoit să îl ascundă pe Tico în valiza sa de domnul Fog de la interviu până în primul tren. Tico este bine-cunoscut pentru pofta mare de mâncare, și este rar văzut fără ceasul său solar, un artefact arheologic care folosește soarele pentru a indica ora. Tico este singurul caz din seria în care diferă cetățenia: în versiunea originală, el este de naționalitate spaniolă, în timp ce în versiunea dublată în limba engleză el este italian. |
| Prințesa Romy |
| Rămasă orfană în urma decesului părinților ei, Romy (Auda în romanul original) a devenit o prințesă, prin căsătoria cu un Rajah indian care era închinat zeiței Kali. Când Rajah a murit, ea a fost destinată să fie arsă alături de el pe rugul funerar, dar a fost salvată de Rigodon, care și-a riscat propria sa viață în acest scop. Fog o ia cu el, cu intenția de a-i găsi rudele în Singapore. De multe ori Romy a avut un rol foarte important în călătoria lui Fog deoarece cu cunoștințele sale despre medicină a fost de ajutor de multe ori. Tico are o pasiune pentru ea și are întotdeauna grijă de siguranța ei, și pentru că drumul lor continuă împreună, după ce a aflat de moartea rudelor sale, devine clar că ea are o pasiune numai pe Fog. |
| Inspector Dix |
| Gălăgiosul Inspector Dix (bazat pe inspectorul Fix din romanul original), este un câine care lucrează pentru Scotland Yard. Convins că Fog este responsabil pentru jefuirea Băncii Angliei, el trebuie să călătorească în jurul lumii în căutarea de dovezi pentru a-l aresta. Acesta încearcă în mod constant să amâne călătoria și să-i rețină pe teritoriul britanic, până va primi mandatul de arestare. În ciuda rolului său de antagonist, el este un personaj onorabil, condus de un puternic simț al datoriei și este adesea revoltat de cheltuielile lui Fog, crezând că sunt plătite din banii furați. |
| Sergent Bully |
| Constable Bully - un buldog cockney, (aluzie la numele său) este partenerul Inspectorului Dix. Nu este încântat deloc de călătorie, plângându-se mereu de faptul că îi este dor de casă și că mâncau foarte puțin. Un om bun la suflet, Bully este obligat să respecte capriciile exigente ale Inspectorului Dix. Stângăciile sale obișnuite și tendința de a se da drept bolnav deseori îi pun la încercare răbdarea inspectorului. |
| Transfer |
| Transfer este un lup viclean angajat să saboteze călătoria lui Fog de către domnul Sullivan. De-a lungul seriei, el folosește o varietate de tactici pentru a întârzia călătoria lui Fog și a prietenilor lui, tacticile variind de la a-i conduce în direcția greșită până la provocarea unor accidente destul de grave. Este un maestru al deghizărilor și poate imita perfect vocile și manierele celor pe care îi interpretează; dar poate fi identificat mereu prin ochiul stâng, care strălucește în diferite momente. |

### Personaje secundare
| Dl. Sullivan |
| Dl. Sullivan, șeful Băncii Angliei, este un lup și cel mai mare rival al lui Willy Fog. El acceptă pariul lui Fog și, hotărât să asigure eșecul lui Fog decide să trimită un sabotor. În urma eșecului lui Transfer de a opri călătoria lui Fog el este demis de la Banca Angliei din cauza acuzațiilor de deturnare de fonduri. |
| Farrel, Johnson și Wesson |
| Farrel, Johnson și Wesson sunt alți membrii ai clubului care au pariat împotriva lui Fog. Wesson (o hermelină) este proprietarul Morning Chronicle și șeful lui Ralph, în timp ce Farrel (o vulpe) și Johnson (un raton) au o linie proprie de transport maritim și, respectiv, o cale ferată. |
| Lordul Guinness |
| Domnul Guinness, membrul cel mai vechi al Clubului Reformei, este o capră albă. Împreună cu Ralph continuă să-i sprijine pe Fog și prietenii lui, chiar și atunci când opinia populară s-a întors împotriva lor, și, uneori, el își exprimă regretul că vârsta l-a împiedicat să meargă într-o asemenea călătorie. |
| Ralph |
| Ralph, o veveriță, este un reporter idealist care a scris articolul ce a inspirat călătoria lui Fog. Chiar și atunci când șansele păreau împotriva lui Fog și a prietenilor săi, el rareori își pierde speranța că vor reuși. |
| Comisarul Rowan |
| Comisarul Rowan, o pisică, este șeful de la Scotland Yard și a fost cel responsabil pentru trimiterea lui Dix și Bully după Fog, avertizându-i că ar fi concediați în cazul în care nu îl vor prinde. De-a lungul seriei, el trebuie să se apere de cererile lui Sullivan, care a luat la cunoștință suspiciunile față de Fog. |
| Colonelul Corn |
| Un membru al armatei britanice staționate în India, Colonelul Corn (un cerb) este pe cale să se alăture regimentului său atunci când se întâlnește cu Fog și prietenii lui. El alege să-i însoțească în călătoria lor prin India „pentru onoarea Marii Britanii”, și ajută la salvarea Prințesei Romy. |
| Andrew Speedy |
| Andrew Speedy (un urs) este căpitanul navei Henrietta. El nu transporta în mod normal pasageri, crezând-i a fi o pacoste, dar este de acord să îi ducă pe Fog și prietenii lui la Bordeaux primind în schimb 2000 dolari pentru fiecare membru al echipajului. După ce a fost otrăvit din greșeală de Transfer (care dorea să-l otrăvească pe Fog) este de acord ca Willy Fog să devină căpitan și să meargă la Liverpool, unde ar putea primi îngrijiri medicale. La scurt timp după aceea, Henrietta rămâne fără cărbune, iar Fog a cumpărat nava în scopul de a folosi lemnul de la bord drept carburant. Speedy, care va păstra tot ce rămâne, este forțat privească neputincios cum nava este distrusă. Mai degrabă ciudat, Speedy apare în secvența de deschidere a desenului animat (printre un grup format din Dix, de Transfer și Ralph), în ciuda faptului că el apare mai rar în serial. |
| Dl. Jenkins |
| Domnul Jenkins (o oaie) este un casier de la Banca Angliei. El a fost atacat de un hoț, care l-a lovit în cap cu un baston. Jaful a avut loc chiar înainte de începerea călătoriei și mai târziu Jenkins îl identifică pe Fog ca suspect. |
| Prințesa Kowula |
| Printesa Kowula (un porc) este fiica unui rege Hawaiian. Atunci când ea este foarte bolnavă, tatăl ei superstițios dă vina pe spiritele rele și refuză să aducă un medic, preferând în schimb să se bazeze pe vrăjitoriile lui. Cu toate acestea, Romy își utilizează cunoștințele sale medicale pentru a o vindeca pe Kowula. |
| Mani |
| Mani (o maimuță) este îndragostit cu Kowula. Fog și prietenii săi îl găsesc într-o peșteră, unde tatăl lui Kowula l-a închis după ce a încercat să-l convingă să aducă un medic pentru a o vindeca pe Kowula. |
| Manolo Perez |
| Manolo Perez este un câine spaniol. El încearcă să stabilească un nou record de viteză pentru a călători din Mexic la San Francisco, dar în Mazatlan rămâne fără combustibil și se prăbușeste în Grant General, care este în reparații după un incendiu produs de Transfer. Fog cumpără balonul lui și îl sfătuiește cum să-l piloteze. |

## Muzica
Șase melodii au fost înregistrate pentru serial de către Mocedades grup. Piesele au fost sincronizate cu mișcările personajelor animate. Melodia omonim, „La Vuelta al Mundo de Willy Fog”, a fost cântată de Willy Fog, Rigodon, Tico și Romy. „Sílbame” („Whistle to Me”) este melodia cu care se încheie serialul și este cântată tot de cei patru. Versiuni extinse atât de deschidere și de închidere au fost cântate în mod regulat în scurte numere muzicale de către personaje pe parcursul seriei. Așa cum a fost duetul „Dix y Transfer”, alte două melodii diferite au fost înregistrate de către protagoniști intitulate „America America” și „Hay Que Viajar”. A șasea piesă, „Romy”, a fost înregitrată de către personajul titular, dar a fost prezentă în serie într-o formă instrumentală. 
Cântece dublate în finlandeză au fost cântate de către actorii de import YLE cu note foarte puține. În dublajul finlandez unele scene sunt tăiate, care includ numere muzicale în unele episoade.